# Caleta Olivia
Caleta Olivia – miasto w Argentynie, położone w północno-wschodniej części prowincji Santa Cruz, nad wybrzeżem Oceanu Atlantyckiego. Zostało założone 20 listopada 1901 roku jako przystań dla statków zaopatrujących region w materiały budowlane i żywność, a także jako punkt kontroli celnej dla żeglugi przybrzeżnej. W 2015 roku miasto liczyło 61,8 tys. mieszkańców.
Caleta Olivia jest jednym z najważniejszych ośrodków przemysłu naftowego i gazowego w prowincji, a także centrum obsługującym działalność wydobywczą w basenie Austral. W mieście znajduje się port rybacki oraz zakłady przetwórstwa ropy naftowej i gazu ziemnego. Symbolem miasta jest monumentalny pomnik „El Gorosito”, upamiętniający pracowników przemysłu naftowego, który stanowi jeden z najbardziej rozpoznawalnych punktów Caleta Olivia.
Miasto leży w strefie klimatu pustynnego chłodnego (BWk), charakteryzującego się niskimi opadami i dużymi różnicami temperatur między dniem a nocą, z łagodnymi latami i chłodnymi zimami.
Znajduje się tu dyrekcja  Parku Narodowego Bosques Petrificados de Jaramillo.